# Ramón Sopena López
Ramón Sopena López (Perarrua, Ribagorça, Aragó, 1869 - Caldes de Boí, la Vall de Boí, Alta Ribagorça, 12 d'agost de 1932) va ser un editor espanyol que va fundar el 1894 a la ciutat de Barcelona l'editorial que porta el seu nom, l'Editorial Ramon Sopena, una de les principals editorials de la ciutat, especialment cèlebre per les seves enciclopèdies i diccionaris, editats a la majoria dels països d'Hispanoamèrica.

## Biografia
En els darrers anys del segle xix, Ramón Sopena López, inicià la seva trajectòria professional. Després de casar-se, el 1889 es traslladà a Vilanova i la Geltrú, i començà a treballar com a enquadernador. Ben aviat, però, el 1893 ja treballava pel seu compte en un petit taller tipogràfic a la capital del Garraf, des d'on començà la publicació de novel·les i fulletons que trametia a les llibreries de Barcelona. Eren sobretot traduccions del francès fetes pel periodista i escriptor Eduardo Zamacois y Quintana, de qui publicà també algunes obres originals, i amb qui s'associà i establí una estreta relació comercial.
Al 1894 amb l'assessorament del mateix Eduardo Zamacoi, Sopena fundà la seva pròpia editorial, l'Editorial Ramon Sopena.
Al 1898 es traslladà a Barcelona per treballar a un taller més important. A la capital, es donà a conèixer en el món periodístic. Amb associació amb Zamacois, publicaren la revista setmanal il·lustrada Vida Galante (1898-1905), i posteriorment publicaren el diari il·lustrat Fígaro (1905). El poc èxit trobat en aquestes empreses periodístiques el va portar a dedicar-se exclusivament a l'edició a través de la seva Editorial Sopena.
Ramón Sopena va exercir les seves activitats en el favorable context de la reordenació del sector editorial a Barcelona, participant a la Primera Assemblea d'Editors i Llibreters (1909), al Primer Congrés d'Arts del Llibre (1911) i també quan es va crear la Cambra del Llibre de Barcelona (1918).
Com a editor, Ramón Sopena va demostrar una gran intuïció estratègica, traient profit de l'oportunitat que va representar l'abandonament del mercat llatinoamericà per editors estrangers.